# Monique F. Leroux
Monique F. Leroux (née le 11 août 1954 à Montréal, Québec, Canada) est une femme d'affaires québécoise. De 2008 à 2016, elle a été présidente du conseil et chef de la direction du Mouvement Desjardins.  
Compagnon de l’Ordre du Temple de la renommée de l’entreprise canadienne et du temple de la renommée de l’industrie  des  valeurs  mobilières,  Monique  Leroux  est  aujourd'hui administratrice  de  sociétés.  
Mme Leroux est Compagnon de l’Ordre du Canada, officière de l’Ordre du Québec, chevalier de l'Ordre national de la Légion d'honneur (France) et récipiendaire du prix Woodrow Wilson (en) (États-Unis). Elle a reçu les titres de Fellow de l’Ordre des CPA et de  l’Institut  des  administrateurs  de  sociétés  du  Canada  et  des  doctorats  honoris  causa  de  neuf  universités  canadiennes en reconnaissance de sa contribution dans le secteur des affaires mais aussi pour sa contribution à la communauté.
Elle a également publié trois livres,,.

## Carrière
Avant de joindre le Mouvement Desjardins en 2001, Mme Leroux a été respectivement chef de l’exploitation chez Québecor Inc., première vice-présidente Finances (siège social) et première vice-présidente responsable des opérations du Québec chez RBC (Banque Royale du Canada), et associée directrice pour le secteur des services financiers chez Ernst & Young au Canada.  Elle a également été présidente de l’Ordre des CPA du Québec et gouverneur de l’Institut canadien des comptables agréés.
De mars 2008 à avril 2016, Mme Leroux a été présidente du conseil et chef de la direction du Mouvement Desjardins, premier groupe financier coopératif du Canada, ainsi que de son comité exécutif et de ses comités de gouvernance et de ressources humaines. Elle a présidé le conseil d’administration de la Caisse centrale Desjardins et de Desjardins Société Financière et a agi également comme chef de la direction de Desjardins Groupe d’Assurances générales et de Desjardins Sécurité Financière.
Au cours de son mandat qui s’est terminé en avril 2016, le Mouvement Desjardins a connu une croissance et une performance globale remarquables. Sous sa houlette, Desjardins a réalisé des transactions d’envergure et a conclu des partenariats stratégiques contribuant ainsi au positionnement de Desjardins à l’échelle canadienne et internationale. Le Mouvement Desjardins, premier employeur privé au Québec et parmi les vingt premiers au Canada, a aussi été reconnu comme employeur de choix au Canada et comme institution financière la plus solide en Amérique du Nord et cinquième au monde selon Bloomberg, par la qualité de son bilan et de son capital.
De 2013 à 2017, Mme Leroux a également agi comme membre du conseil puis présidente de l’Alliance coopérative internationale (ACI),, une organisation mondiale représentant plus de 2,5 millions d’entreprises, générant un chiffre d’affaires de plus de 3 000 milliards de dollars et ce, dans plus de 100 pays, et fut la première Canadienne et Nord-américaine à accéder à cette prestigieuse fonction. Elle a aussi été fondatrice et présidente du Sommet international des coopératives, un événement biennal économique et coopératif de niveau mondial. 
En 2018, Mme Leroux a été coprésidente du Sommet du B7 au Canada. Elle a présidé le « High Level Contact Group » du Groupement Européen des banques coopératives. Elle a été membre du groupe de travail sur le financement de la croissance du B20 et coprésidente du groupe de travail sur les petites et moyennes entreprises du B20 (Allemagne 2017). Mme Leroux a représenté le groupe d’entreprises canadiennes au Sommet du B7 à Berlin en 2015. Elle a également participé au G7 Forum for Dialogue with Women ainsi qu’au Sommet des leaders du G20. 
Mme Leroux est Fellow de l’Institut des administrateurs de sociétés du Canada (F.ICD) et membre indépendante des conseils d’administration de Michelin (ML) et présidente de son comité RSE, Bell/BCE et présidente de son comité de gouvernance,  Couche-Tard (ATD) ainsi que Lallemand,   Lhoist et LG2, compagnies privées mondiales. Mme Leroux a été membre du conseil d'administration de S&P Global (SPGI), de 2016 à 2022. 
Elle a été présidente du conseil sur la stratégie industrielle (Canada) et est membre du Impact Task Force du G7 (UK), représentant le Canada,,. Elle agit comme conseillère principale chez TENEO. Elle a été conseillère stratégique chez Fiera Capital de 2017 à 2023 et a été nommée vice-présidente canadienne de la Commission Trilatérale. Elle a également présidé le conseil consultatif sur l’économie et l’innovation du Gouvernement du Québec,, le conseil d’administration d’Investissement Québec, le comité de travail sur le statut de métropole de Montréal et a été membre du Conseil canado-américain pour l’avancement des femmes entrepreneures et chefs d’entreprises.
Elle consacre son temps à un grand nombre d’organismes sans but lucratif et s’intéresse particulièrement à l’éducation et à la jeunesse. Elle est vice-présidente du conseil de l’Orchestre Symphonique de Montréal et présidente du conseil d'administration de l’Université de Sherbrooke, présidente du comité consultatif de l'Institut Neurologique de Montréal et présidente du conseil d'administration du Conservatoire de musique et d'art dramatique du Québec. Elle a agi à titre de présidente du Conseil des gouverneurs de la Société des célébrations du 375e anniversaire de Montréal. Elle est membre du conseil et du comité exécutif de la Fondation Rideau Hall depuis 2015 ainsi que du Comité consultatif de l’Ordre du Canada, pour le Gouverneur Général du Canada. Elle a aussi coprésidé la campagne annuelle de Centraide du Grand Montréal en 2014 et présidé les Jeux d’été du Canada de Sherbrooke en 2013. Elle a publié 3 livres au bénéfice de la Fondation Desjardins. 

## Honneurs et distinctions
- 2010 : Récipiendaire d'un doctorat honoris causa de l’Université du Québec à Chicoutimi
- 2011 : Récipiendaire du Prix Woodrow Wilson (en)[22]
- 2011 : Récipiendaire d'un doctorat honoris causa de l’Université Concordia[23]
- 2011 : Récipiendaire d'un doctorat honoris causa de l’Université Bishop’s
- 2012 : Membre de l’Ordre du Canada[24]; promotion au rang de compagnon en 2024[25]
- 2012 : Chevalier de l'Ordre national de la Légion d’honneur[26]
- 2012 : Récipiendaire d'un doctorat honoris causa de l'Université de Sherbrooke
- 2012 : Récipiendaire d'un doctorat honoris causa de l’Université d’Ottawa
- 2013 : Officière de l’Ordre national du Québec[27]
- 2013 : Lauréate du Prix Hommage[28] et Fellow de l’Ordre des CPA
- 2013 : Récipiendaire d'un doctorat honoris causa de l'Université de Montréal[29]
- 2014-2020 : Lieutenant-colonel honoraire du Régiment de la Chaudière et membre du conseil consultatif du 22e Régiment du Canada
- 2015 : Honorée du titre de fellow de l’Institut des administrateurs de sociétés (F.ICD)[30]
- 2015 : Intronisée au Club des entrepreneurs du Conseil du patronat du Québec
- 2015 : Intronisée au Panthéon des personnalités canadiennes des affaires (Canadian Business Hall of Fame)[31]
- 2015 : Récipiendaire du Prix des Fellows de l’Institut des administrateurs de sociétés du Canada[11]
- 2015 : Récipiendaire d'un doctorat honoris causa  du Collège militaire royal du Canada
- 2015 : Récipiendaire d'un doctorat honoris causa  de Université Saint Mary's
- 2016 : Citoyenne d’honneur de la ville de Lévis en reconnaissance de sa contribution économique et sociétale exceptionnelle
- 2018 : Intronisée au Temple de la renommée du secteur des valeurs mobilière[32],[33]
- 2019 : Récipiendaire du Prix d’Excellence coopérative de Coopératives et mutuelles Canada[34] pour sa contribution au développement du mouvement coopératif
- 2021 : Récipiendaire d'un doctorat honoris causa de l'Université Carleton
- 2024 : Récipiendaire d'un doctorat honoris causa de l'Université McGill
- 2024 :Récipiendaire d'un  doctorat honoris causa de l'Université Laval
- 2024 :Promotion Compagnon de l'Ordre du Canada